# アメリカウナギ
アメリカウナギ (Anguilla rostrata) は、条鰭綱ウナギ目ウナギ科ウナギ属に分類される魚類。
体色には変異があり、オリーブグリーンに暗部が茶色のものから緑掛かった黄色に明灰色または白色の腹部を持っているものまでいる。透明度の高い水域産のウナギはタンニン酸成分を含んだ暗い水流産のものよりも明るい傾向がある。
淡水や河口に生息しており、産卵のためサルガッソ海へ向かうときのみそれらの生息域を離れて大西洋に入る。産卵は外洋で行われ、卵はそこで孵化する。メスは4百万もの浮遊性の卵を産み、産卵後は死亡する。卵が孵化すると初期段階の幼生はレプトケファルス幼生へと成長して北米大陸へ向かい、そこでシラスウナギに変態して淡水域に入り、性的成熟を迎えるまでに黄色いウナギへと成長する。
チェサピーク湾やハドソン川から北はセントローレンス川までの大西洋岸で見られる。メキシコ湾東部の河川系やさらに南の地域にも存在する。主に夜間に狩を行い、日中は水深がおよそ5-6フィートの岸に近い泥地・砂地・砂利の中に隠れている。甲殻類・水生昆虫・小型昆虫、そして恐らくは口に出来る水生生物ならば何でも食べる。
アメリカウナギは東海岸沿いの様々な地域で経済的に重要であり、その用途はシマスズキなどスポーツフィッシングの釣り餌や、食用である。成体前段階であるシラスウナギも捕獲され養殖用に販売されていたが、現在ではほとんどの地域で制限されている。

## 分布
北アメリカ大陸大西洋岸（メキシコ湾岸・カリブ海沿岸を含む）、西インド諸島、グリーンランド西部、コロンビア、ベネズエラ

## 人間との関係
ダム建設による遡上の阻害や、降海時に水力発電所のタービンにまきこまれる事故などにより生息数は減少している。東アジアでのウナギ類の需要増加に伴う稚魚の密漁、PCBやマイレックス・農薬などによる汚染、外来の寄生虫Anguillicola crassusなどによる影響も懸念されている。
ウナギはかつては河川に豊富に存在し、原住民にとっての重要な水産資源であった。水力発電用ダムの建設が彼らの回遊を阻害し、多くの分水界で地域的な絶滅を引き起こした。例えばカナダでは、セントローレンス川とオタワ川のウナギは大幅に減少している。
2025年世界自然保護基金（WWF）ジャパンと中央大学は、日本国内で販売されたウナギの蒲焼133サンプルのDNA分析結果より、約４割がアメリカウナギだったと発表した。中国産と表示されていた蒲焼サンプル82点の半分以上がアメリカウナギで、ヨーロッパウナギも含まれていた。絶滅の恐れのあるニホンウナギやヨーロッパウナギに代わり稚魚の違法取引が問題化しているアメリカウナギが、日本で大量消費されている実態が明らかになった。アメリカウナギの稚魚は中国で養殖種苗に利用され，成長したウナギは日本に中国産として輸入されている。WWFジャパンは、ウナギを大量消費する日本が違法なアメリカウナギ漁業を支えている可能性を指摘している。
2025年6月欧州連合は、2007年以来取引規制が実施されているヨーロッパウナギに加え、既知のウナギ類19種・亜種全てをワシントン条約附属書IIに掲載する提案を正式に提出した。生きたシラスウナギだけでなくかば焼きなどの加工品も対象とし、輸出国に対し合法的な捕獲の証明を提示し輸出許可を取得することを義務付ける内容で、2025年ワシントン条約締約国会議で採択されれば2027年6月に発効する。